# Vagif Huseynov
Vagif Huseynov (en azerí: en ruso Вагиф Алиовсат оглы Гусейнов) (en azerí: Vaqif Əliövsət oğlu Hüseynov,  Quba, RSS de Azerbayán, 27 de noviembre de 1942 – Rusia, 3 de junio de 2024)fue un periodista y político azerbayano. Figura destacada pública y en el gobierno estatal soviético, azerbaiyano y ruso. Fue presidente del Comité de Seguridad del Estado de la RSS de Azerbaiyán desde 1989 a 1991.

## Biografía
Vaqif Guseinov nació el 27 de noviembre de 1942 en la ciudad de Kuba (RSS de Azerbaiyán).
En 1970 se graduó de la facultad de periodismo de la Universidad Estatal de Azerbaiyán, después de lo cual comenzó a trabajar como periodista en varios medios impresos, en los periódicos "Sport", "Juventud de Azerbaiyán", "Panorama Olímpica", así como en la televisión. Desde 1970 fue miembro de la Unión de Periodistas de la URSS.

### Actividad partidaria y estatal
De 1973 a 1978, ocupó el cargo de secretario y luego primer secretario del Comité Central de la Komsomol de Azerbaiyán. Posteriormente, de 1978 a 1980, fue secretario del Comité Central de la Komsomol para asuntos internacionales en Moscú. Entre 1980 y 1983, ejerció como primer secretario del comité de la ciudad de Bakú del Partido Comunista de la RSS de Azerbaiyán.
En 1984, se convirtió en presidente del Comité Olímpico Nacional de Azerbaiyán y, desde 1986, fue primer subjefe de la Dirección de Servicios del Cuerpo Diplomático del MID de la URSS. A partir de 1988, dirigió el departamento de trabajo organizativo y partidario del Comité Central del Partido Comunista de Azerbaiyán. Además, fue miembro del Comité Central del Partido Comunista de la RSS de Azerbaiyán y diputado del Consejo Supremo de la RSS de Azerbaiyán en tres ocasiones.
Desde agosto de 1989 hasta el 13 de septiembre de 1991, presidió el Comité de Seguridad del Estado de la RSS de Azerbaiyán (KGB de Azerbaiyán).
Participó en las acciones llevadas a cabo por las tropas soviéticas en Bakú, que culminaron en las trágicas consecuencias de enero de 1990, conocidas como el Enero Negro.

### En retiro
Con la llegada al poder en el país de los partidarios del Frente Popular de Azerbaiyán, Guseinov fue arrestado. Fue acusado de «facilitar el envío de tropas del MVD de la URSS y el ejército soviético, lo que sirvió como motivo para la emisión del decreto sobre el estado de emergencia en Bakú», así como de que en enero de 1990 «a través de los empleados del grupo 'Alpha' del KGB de la URSS, con el fin de debilitar el estado de Azerbaiyán y privar a la población de información veraz sobre los acontecimientos que ocurrían, organizó la explosión de un bloque de energía en la televisión y la radiodifusión de Azerbaiyán» y causó un daño estatal por un monto de 260 mil rublos. La investigación también estableció que, por su orden, a la esposa de uno de los empleados del KGB, que era armenia de nacionalidad, se le cambió el pasaporte, cambiando la nacionalidad, el nombre y el patronímico a azerbaiyanos. No se pudo probar la culpa del expresidente del KGB de Azerbaiyán y en 1993 fue liberado. En 1996, en una entrevista con el periódico Kommersant, Guseinov comentó así las acusaciones en su contra:

«Las acusaciones presentadas contradicen simplemente el sentido común. Las tropas soviéticas, por ejemplo, no abandonaron el territorio de Transcaucasia desde 1920. En cuanto a la explosión del bloque de energía en la televisión, el KGB no tiene nada que ver con ello. El grupo 'Alpha' nunca estuvo bajo mi mando. Además, fuimos nosotros quienes iniciamos una causa penal por el hecho de la explosión. Los cambios en el pasaporte de la esposa de cierto Aliev no se realizaron por mi iniciativa personal, sino de acuerdo con una orden del KGB de la URSS sobre medidas para reforzar la seguridad de los empleados del KGB y sus familias.

De hecho, a finales de 1994 me enteré de la orden de Heydar Aliyev de fabricar una causa penal. Yo, por ejemplo, sé que en el otoño de 1995 un ex jefe del departamento técnico-operativo del KGB de Azerbaiyán (ahora dirige una de las divisiones del servicio de impuestos de Rusia) fue visitado por su colega del KGB y en nombre de las autoridades azerbaiyanas se le ofreció lo siguiente. Le daban un apartamento de tres habitaciones y 150 mil dólares por el testimonio de que recibió de mí la orden de escuchar las conversaciones telefónicas de Khanbabaev. Cuando se negó, la cantidad se duplicó. Pero él aún así no aceptó»

Después de su liberación, Vaqif Guseinov se trasladó a Moscú. Adquirió la ciudadanía rusa. El 17 de enero de 1996, la fiscalía de Azerbaiyán acusó a Vaqif Guseinov del asesinato del director de la editorial "Azerneshr", Ajdar Khanbabaev, en 1990, falsificación de documentos oficiales y organización de la explosión en la televisión, y solicitó a Rusia su extradición a su país natal, pero la Fiscalía General de Rusia se negó a entregar al expresidente del KGB.

### Actividad en Moscú
En 1997, Guseinov, junto con el editor en jefe del periódico "San Petersburgo Vedomosti" O. Kuzin, creó la agencia de información "Rosbalt", y de 1997 a 1999 fue presidente del Consejo de Directores de esta agencia. Desde 1998, es miembro del Consejo de Política Exterior y de Defensa, y desde 2000, director del Instituto de Evaluaciones y Análisis Estratégicos.Miembro del Comité de Amistad, Paz y Desarrollo Ruso-Chino, así como miembro del consejo de administración del Consejo de Estudios Mediterráneos y del Mar Negro (Instituto de Europa RAS), y miembro del consejo de administración de la sociedad "Rusia-Alemania".
Murió el 3 de junio de 2024 a la edad de 81 años.

## Condecoraciones
- Orden de la Amistad de los Pueblos, premios estatales de la Unión Soviética.
- Orden de la Bandera Roja del Trabajo, premios estatales de la Unión Soviética.

## Premios
- Orden de la Bandera Roja del Trabajo.[2]
- Orden de la Amistad de los Pueblos.[2]

## Literatura
- Guseinov, V. A. (2013). Más que una vida. Moscú: Estrella Roja.